# Forêt de Retz

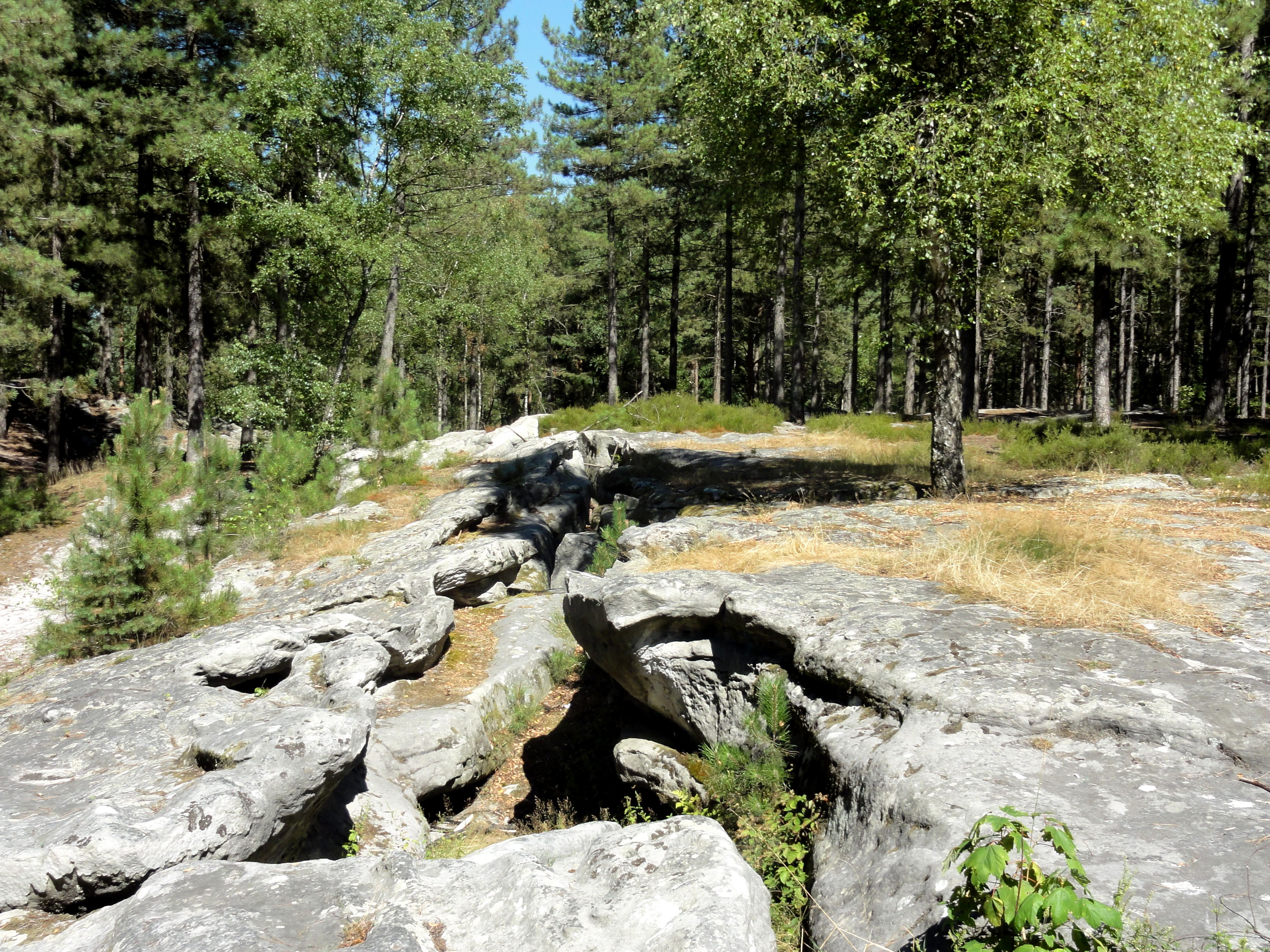
Der Forst bei der Cave du Diable in Coyolles (Oise)

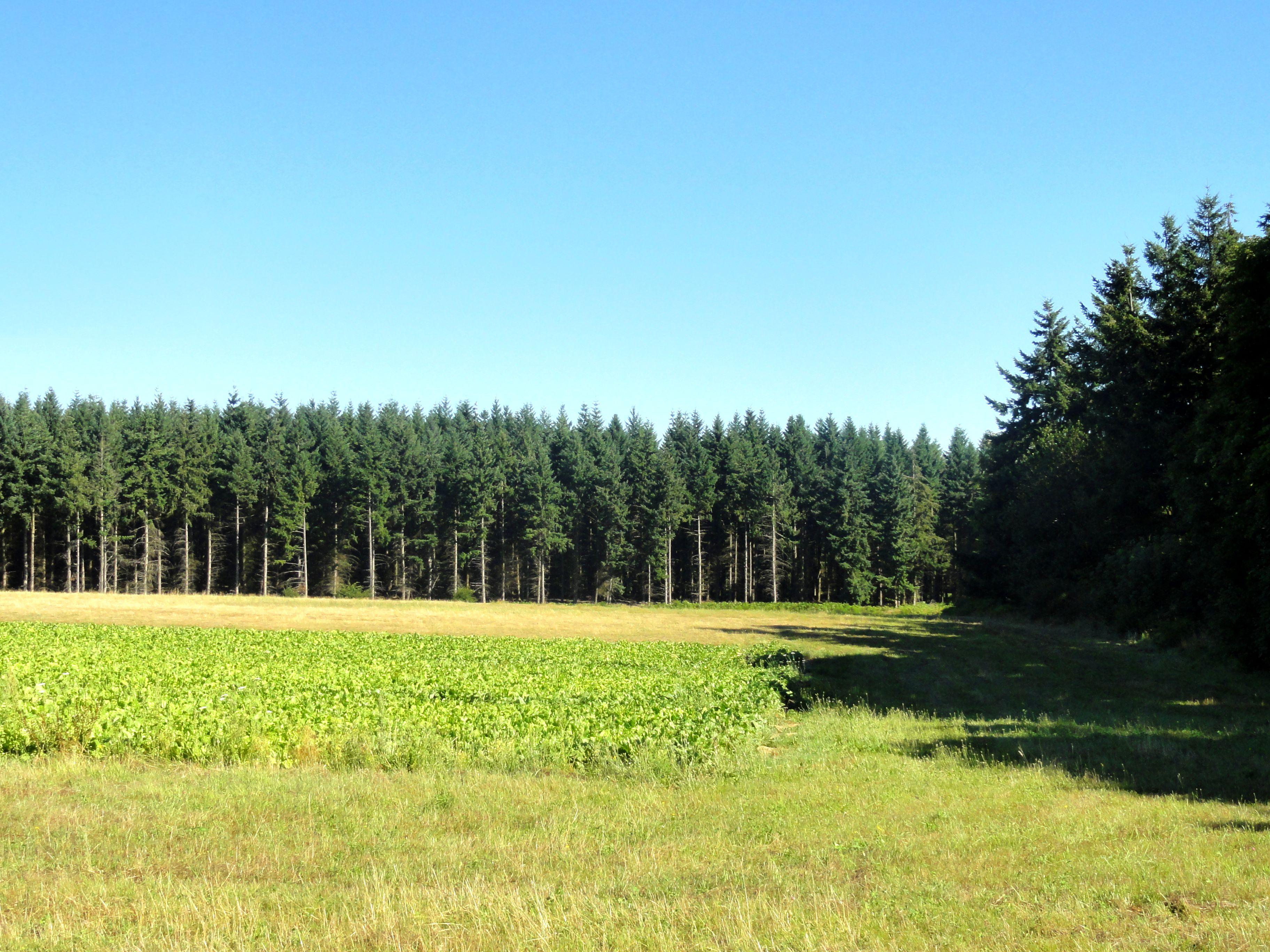
Der Rand des Forsts bei Gondreville (Oise)

Die Forêt de Retz (Wald von Retz), auch Forêt de Villers-Cotterêts, ist ein großes Waldgebiet um die französische Stadt Villers-Cotterêts im Département Aisne. Der Domänenforst (Forêt domaniale) liegt rund 80 km nordöstlich von Paris größtenteils im Arrondissement Soissons. Die Fläche beträgt 13.339 Hektar (rund 133 km²), davon 742 ha im Département Oise. Der Umfang beträgt 360 km, die Länge der Forststraßen 60 km. Der Wald besitzt einige herausragende Bäume, so die Buchen (hêtre) Saut-du-Cerf (Hirschsprung), Pré-Gueux, aux Amours und die Eichen (chêne) der Crapaudières und des Königs von Rom. Die Fauna umfasst Rehe, Hirsche, Wildschweine, Füchse und Fasanen. Der Forst ist ein Natura-2000-Gebiet.

## Geschichte
Die Geschichte des Forsts geht auf den Forst der Silvanekter in gallo-römischer Zeit zurück, der in der Folge durch Rodungen verkleinert wurde. Im 12. Jahrhundert entwickelte sich der den Grafen von Valois gehörende Forêt de Retz als unterscheidbare Einheit. Im Jahr 1214 kam er an den französischen König Philipp II. (Philippe Auguste) und unter die Verwaltung des Gouverneurs der Schlösser von Villers-Cotterêts und Vivières. 1346 stellte König Philipp VI. ein Regelwerk über die Nutzung der Forsten auf. 1499 gehörte der Forst zur Ausstattung des späteren Königs Franz I. 1564 ordnete Caterina de’ Medici die Kanalisierung des Ourcq an, um den Transport des Holzes aus dem Forst nach Paris zu erleichtern. Zwischen 1642 und 1645 kam es zu großen Rodungen. 1648 wurde der Forst dem Haus Orléans überlassen, bei dem er bis 1830 (mit einer Unterbrechung von 1791 bis 1814 als Staatsdomäne) blieb. 1669 kam es unter Jean-Baptiste Colbert zur ersten Regelung der Waldnutzung in Frankreich. 1672 wurde die Fôret de Retz als „edelster und am besten angepflanzter Forst des Königreichs“ bezeichnet. Der mit Eichen und Buchen bepflanzte Forst hat seither einen Umtrieb von 150 Jahren. 1830 wurde er zur Krondomäne, nach dem Fall der Monarchie 1848 wieder Staatsdomäne. Die Pflege des Walds wurde 1864 neu geregelt. Der Erste Weltkrieg führte zu schweren Schäden, insbesondere 1918 bei den Kampfhandlungen im Norden des Forsts während der Schlacht bei Soissons (18./22. Juli). Der Zweite Weltkrieg führte zu einer Übernutzung. In der Nachkriegszeit wurde der Umtrieb auf 135 Jahre verkürzt.

## Bauten im und am Forst
- Die Ermitage Saint Hubert.
- Die an einen Beobachtungsturm des Ersten Weltkriegs erinnernde Granitsäule Monument Mangin.
- Das Kloster Longpont.